# Вейн-Сіті (Іллінойс)
Вейн-Сіті (англ. Wayne City) — селище (англ. village) в США, в окрузі Вейн штату Іллінойс. Населення — 994 особи (2020).

## Географія
Вейн-Сіті розташований за координатами 38°20′53″ пн. ш. 88°35′22″ зх. д. / 38.34806° пн. ш. 88.58944° зх. д. (38.348047, -88.589447).  За даними Бюро перепису населення США в 2010 році селище мало площу 4,44 км², уся площа — суходіл.

## Демографія
Згідно з переписом 2010 року, у селищі мешкали 1032 особи в 451 домогосподарстві у складі 298 родин. Густота населення становила 232 особи/км².  Було 510 помешкань (115/км²).
Расовий склад населення:
| - 98,9 % — білих - 0,2 % — чорних або афроамериканців |

До двох чи більше рас належало 0,9 %. Частка іспаномовних становила 0,6 % від усіх жителів.
За віковим діапазоном населення розподілялося таким чином: 24,4 % — особи молодші 18 років, 52,2 % — особи у віці 18—64 років, 23,4 % — особи у віці 65 років та старші. Медіана віку мешканця становила 41,7 року. На 100 осіб жіночої статі у селищі припадало 85,3 чоловіків;  на 100 жінок у віці від 18 років та старших — 78,5 чоловіків також старших 18 років.
Середній дохід на одне домашнє господарство  становив 50 806 доларів США (медіана — 45 707), а середній дохід на одну сім'ю — 55 725 доларів (медіана — 47 835). За межею бідності перебувало 17,0 % осіб, у тому числі 28,6 % дітей у віці до 18 років та 8,9 % осіб у віці 65 років та старших.
Цивільне працевлаштоване населення становило 487 осіб. Основні галузі зайнятості: освіта, охорона здоров'я та соціальна допомога — 23,0 %, виробництво — 19,3 %, роздрібна торгівля — 13,8 %, сільське господарство, лісництво, риболовля — 13,3 %.